# Sveriges fotbollslandslag i OS 2016
Sveriges fotbollslandslag i OS 2016 utgjordes av delar av det Sveriges U21-herrlandslag som året innan genom sin överraskande vinst i U21-EM lyckats kvalificera sig till OS i Rio 2016. Precis som i tidigare OS-turneringar fick truppen dessutom bestå av tre överåriga spelare som för Sveriges del blev Alexander Milošević, Abdul Khalili och Örebromittfältaren Astrit Ajdarević som också fick bära kaptensbindeln. Notabelt är att förbundskaptenen Håkan Ericson fick "nej tack" av 52 spelare (beroende på vissa klubbars ovilja att släppa spelarna, men i flera fall också på grund av spelarnas egna val) innan den slutliga truppen kunde presenteras. Väl i OS slogs Sverige ut i gruppspelsfasen.

## Truppen
Målvakter
- Tim Erlandsson, Nottingham Forest
- Andreas Linde, Molde

Försvarare
- Pa Konate, Malmö FF
- Adam Lundqvist, IF Elfsborg
- Alexander Milosevic, Hannover 96
- Joakim Nilsson, IF Elfsborg
- Noah Sonko Sundberg, GIF Sundsvall
- Sebastian Starke Hedlund, Kalmar FF
- Jacob Une Larsson, Djurgårdens IF

Mittfältare och anfallare
- Astrit Ajdarevic (k), Örebro SK
- Alexander Fransson, FC Basel
- Mikael Ishak, Randers FC
- Abdulrahman Khalili, Mersin İdmanyurdu
- Valmir Berisha, SC Cambuur
- Robin Quaison, US Palermo
- Ken Sema, Östersunds FK
- Jordan Larsson, Helsingborgs IF
- Muamer Tankovic, AZ Alkmaar

- Simon Tibbling, FC Groningen

Reserver
- Jesper Johansson, GAIS
- Alexander Leksell, IFK Göteborg
- Ali Suljic, Chelsea FC
- Adnan Maric, Swansea City

Förbundskapten: Håkan Ericson